# Cryptomycocolacomycetes
Cryptomycocolacomycetes R. Bauer et al. – klasa podstawczaków (Basidiomycota). Jest to takson monotypowy, zawierający jedynie monotypowy rząd Cryptomycocolacales z rodziną Cryptomycocolacaceae. Typem nomenklatorycznym jest rodzaj Cryptomycocolax.

## Systematyka
Rząd Cryptomycocolacales i rodzina Cryptomycocolacaceae została opisana po raz pierwszy przez Franza Oberwinklera i Roberta Bauera w artykule Cryptomycocolax: a new mycoparasitic heterobasidiomycete opublikowanym w „Mycologia” z 1990:

Cryptomycocolacaceae Oberwinkler et Bauer, fam. nov.
Heterobasidiomycetes meiosporangiis bipartitis, parte basale subulata, post ruptum partis terminalis apicaliter Gasteromycetum modo basidiosporis non eiectis. Septa hypharum simpliciter perforata, corpuscula Woronini adsunt. Corpus nucleo associatum tempore inter divisionem nuclei parte media parva, discis marginalibus binatim compositum est.
   Typus familiae: Cryptomycocolax Oberw. et Bauer, opus ipsum.
Cryptomycocolacales Oberwinkler et Bauer, ord. nov.
   Cryptomycocolacearum familia proprietabus analogis.
   Typus ordinis: Cryptomycocolacaceae Oberw. et Bauer, opus ipsum.

Klasa Cryptomycocolacomycetes została utworzona przez Roberta Bauera, Dominika Begerowa, José Sampaio, Michaela Weißa i Franza Oberwinklera w artykule The simple-septate basidiomycetes: a synopsis opublikowanym w „Mycological Progress” z 2006:

Cryptomycocolacomycetes R. Bauer, Begerow, J.P. Samp., M. Weiß & Oberw., class. nov. (Fig. 6c–f)
Fungi Pucciniomycotinorum colacosomatibus corpusculisque poris septorum associatis.

Według CABI databases bazującej na Dictionary of the Fungi do klasy Cryptomycocolacomycetes należą:
- podklasa incertae sedis
  - rząd Cryptomycocolacales Oberw. & R. Bauer 1990
    - rodzina Cryptomycocolacaceae Oberw. & R. Bauer 1990
      - rodzaj Colacosiphon R. Kirschner et al. 2001
      - rodzaj Cryptomycocolax Oberw. & R. Bauer 1990[4].